# علي أباحسين
علي بن عبد الرحمن بن محمد أباحسين الوهيبي التميمي، (1928 - 2019)، مؤرخ وأديب وأكاديمي عراقي ثم بحريني، ولد في مدينة الزبير بالعراق حيث هاجر أجداده من نجد، وأخواله من آل غملاس. أتقن الإنجليزية والفرنسية، وتولى إدارة مركز الوثائق التاريخية في البحرين.

## الحياة العلمية
- درس الابتدائية بمدرسة النجاة الأهلية في مدينة الزبير، قال علي أبا حسين عن مدرسة النجاة «كنتُ خريج الدراسة العامة فيها سنة 1940م، وكان ترتيبي الأول على جميع مدارس البلد».[5] والثالث على مدارس اللواء.[6]
- درس المتوسطة والثانوية في البصرة.
- بكالوريوس في التاريخ من جامعة بغداد.
- ماجستير في التاريخ من جامعة عليكرة الهند، وطبعت رسالته وزارة المعارف العراقية.
- دكتوراه في التاريخ من جامعة عليكرة الهند.

## الحياة العملية
نشأ علي يتيماً إذ تُوفيَ أبوه حاجَّاً، فكان أحمد أخوه الأكبر معيناً على تربيته، وكان علي يذهب في العطل الصيفية ليساعد أخاه الذي كان له مكتبة لبيع الكتب، وحين بلغ علي 13 سنة بعد تخرجه من المرحلة الابتدائية عمِلَ في منطقة الشعيبة.
- درّس في جامعات بغداد، والملك سعود بالرياض، وكليتي الشريعة والتربية في مكة المكرمة، والكلية الجامعية في البحرين.
- شارك في مئات الحلقات التاريخية في إذاعتي الرياض ومكة.
- أسهم في إعداد مقررات مادة التاريخ لبعض الجامعات العربية.
- شارك في تأسيس دار المخطوطات في البحرين.

## مناصبه
رئيس مركز الوثائق التاريخية في البحرين لأكثر من 30 عامًا.
رئيس تحرير مجلة الوثيقة لمدة 25 عامًا.

## من مؤلفاته
صدر لعلي أباحسين أكثر من 30 كتابًا، و47 بحثا علميا منشورا، منها:
- لمحة عن تاريخ مدينة الزبير.
- فهرس مخطوطات البحرين.
- سجل الوثائق العثمانية لدى دول مجلس التعاون.
- التحقيق في تاريخ حروب الملك عبد العزيز لتوحيد الجزيرة العربية.
- محاضرات في التاريخ العربي والإسلامي.
- الهجرات العربية عبر التاريخ.
- الصلة التاريخية بين البحرين والسعودية في عهد الملك عبد العزيز.
- تاريخ البرامكة.
- تاريخ مكة عبر خمسة قرون.
- من تاريخ آل خليفة في البحرين.
- مختصر تاريخ الجزيرة العربية باللغتين العربية والإنجليزية.
- من تاريخ المكتبات.
- صفحات من تاريخ النفوذ البرتغالي.
- من تاريخ العتوب في القرن الثامن عشر.
- طرق البحث ونقد المصادر.
- أثر العلوم الهندية في العصر العباسي.
- المسجد النبوي أول جامعة في التاريخ الإسلامي.
- حقق عددا من الدواوين الشعرية، ومنها ديوان سالم الحميد، والشيخ محمد بن عيسى آل خليفة.

## جوائز
وسام الكفاءة من الدرجة الأولى من عاهل البحرين الملك حمد بن عيسى آل خليفة.